# Diestrammena goliath
Diestrammena goliath är en insektsart som beskrevs av Bei-bienko 1929. Diestrammena goliath ingår i släktet Diestrammena och familjen grottvårtbitare. Inga underarter finns listade i Catalogue of Life.